# Auesee
Der Auesee in Wesel in Nordrhein-Westfalen ist ein bis in die 1980er Jahre durch Kiesaushebungen entstandener See mit einer Fläche von 1,81 Quadratkilometern und einer maximalen Tiefe von 17,5 Metern.
Er liegt nordwestlich der Innenstadt und wird im Norden und Osten von den Ortsteilen Flüren und Feldmark sowie im Süden und Westen vom Rheinstrom begrenzt. Der Auesee ist einer der saubersten Seen Nordrhein-Westfalens. Während seltene Vögel auf der darin liegenden Vogelinsel brüten, kann man im See Krebse beobachten.
In den Sommermonaten ist der See mit seiner Umgebung, vor allem das Strandbad mit seinen 60.000 Quadratmeter großen Liegewiesen ein beliebtes Touristenziel, an dem Windsurfen, Segeln und andere Wassersportarten möglich sind.
Die DLRG sorgt im Sommer mit einer Wachtstation für Sicherheit in der Badebucht. Ein ausgedientes Schiff, die „Poseidon“, wurde im Auesee versenkt und dient heute zum Wracktauchen. Ein Rundwanderweg um den See wurde 1980 freigegeben.
Im Juni 2020 entschied sich der Rat der Stadt Wesel für die Etablierung eines Erlebnissparks am Auesee. Neben Obstbäumen, Kunst- und Kulturgärten soll nach den Vorstellungen der Stadtverwaltung auch ein Aussichtsturm entstehen.